# مونتاجو لوف
مونتاجو لوف، من مواليد 15 مارس 1877، وتوفي بتاريخ 17 مايو 1943، وهو ممثل سينمائي بريطاني، شارك بعدة أفلام، ومنها فيلم سجين زندا سنة 1937.